# Der erste Liebhaber

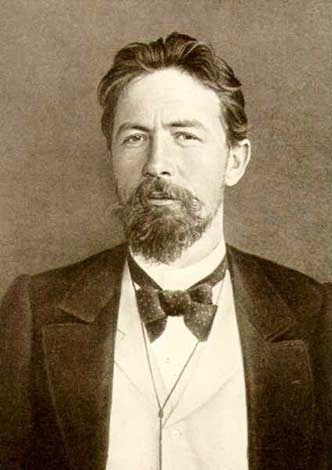
Anton Tschechow

Der erste Liebhaber (russisch Первый любовник, Perwy ljubownik) ist eine Kurzgeschichte des russischen Schriftstellers Anton Tschechow, die am 13. September 1886 in der Wochenzeitschrift Oskolki erschien.
Jewgeni Alexejewitsch Podsharow, ein schlanker, eleganter Herr, gastiert trotz seiner Tränensäckchen unter den Augen noch als erster Liebhaber am Theater einer südrussischen Stadt. Der Mime spuckt große Töne und macht sich zum Mittelpunkt der Abendgesellschaft im Hause des angesehenen Fabrikanten Sybajew, bis der Prahlhans seinen Meister findet. Letzterer ist der um die 40-jährige Gutsbesitzer Pawel Ignatjewitsch Klimow, ein entfernter Verwandter des Hausherrn, ein Theaterliebhaber, der früher selbst in seiner Stadt im Gouvernement Tula Theater gespielt hatte.
Die andächtig bis leicht amüsiert lauschenden braven Bürger erfahren aus dem Munde Podsharows von der schönen Warenka, einer gemeinsamen guten Bekannten der beiden Dialogpartner. Als Podsharow den Anwesenden eine Affäre mit der schönen Warenka vorflunkert, kippt die Stimmung. Der Gutsbesitzer Klimow gibt sich als Onkel Warenkas zu erkennen. Betreten verstummen die Schwatzenden, als Klimow den ersten Liebhaber fordert. Podsharow zieht sich brüskiert aus der Abendgesellschaft zurück und bedenkt im Hotelzimmer: Was werden die Kollegen am Theater zu dieser Geschichte sagen? Podsharow geht zurück, wartet unter einer Laterne bei Regenwetter etliche Stunden auf Klimow, passt ihn ab, gibt die Aufschneiderei kleinlaut zu und entschuldigt sich.

## Verwendete Ausgabe
- Gerhard Dick (Hrsg.), Wolf Düwel (Hrsg.): Anton Tschechow: Gesammelte Werke in Einzelbänden: Der erste Liebhaber. S. 566–572 in: Gerhard Dick (Hrsg.): Anton Tschechow: Vom Regen in die Traufe. Kurzgeschichten. Aus dem Russischen übersetzt von Ada Knipper und Gerhard Dick. Mit einem Vorwort von Wolf Düwel. 630 Seiten. Rütten & Loening, Berlin 1964 (1. Aufl.)[1]